# تباکون
تباکون (انگلیسی: Thebacon) نوعی اپیوئید نیمه‌صناعی است که تخستین بار در سال ۱۹۲۴ در آلمان معرفی شد و  امروزه دیگر کاربرد چندانی ندارد.